# Quinton Jackson
Quinton Ramone Jackson, soprannominato Rampage (Memphis, 20 giugno 1978), è un wrestler, attore ed ex artista marziale misto statunitense.
Combatte per l'organizzazione statunitense Bellator.
Considerato uno dei mediomassimi più forti del mondo, è divenuto famoso grazie ai suoi combattimenti nell'organizzazione giapponese Pride e vanta vittorie su atleti come Chuck Liddell, Dan Henderson, Wanderlei Silva, Lyoto Machida, Murilo Bustamante, Ihor Vovčančyn e Kevin Randleman.
Successivamente ha militato nella federazione statunitense UFC, della quale è stato campione dei pesi mediomassimi tra il 2007 e il 2008 prima di perdere il titolo contro Forrest Griffin nel main event di UFC 86 per una discussa decisione unanime. Ha anche fatto da allenatore nella settima e nella decima stagione del reality show The Ultimate Fighter e tra il 2013 e il 2014 ha avuto una parentesi in Bellator, dove vinse il torneo della decima stagione.
Nella filmografia ha partecipato a diversi ruoli tra cui P.E. Baracus in A-Team (The A-Team).

## Carriera nelle arti marziali miste

### Inizi
Cresciuto a Memphis, Tennessee, Quinton Jackson ha il suo primo assaggio di sport da combattimento come praticante di lotta libera alla Raleigh-Egypt High School dove viene premiato come All-State. La prima idea di Jackson era quella di diventare wrestler professionista ma finite le high school e entrato al junior college scopre il suo amore per le arti marziali miste. Impressionato dal successo di altri lottatori nelle MMA Quinton decide di tentare questa carriera.
Il suo esordio nelle MMA è datato 13 novembre 1999 e trattasi di una vittoria su un altro esordiente nello sport, ovvero Mike Pyle.
In meno di due anni "Rampage" mette a segno un record personale di 10-1 combattendo in organizzazioni minori degli Stati Uniti come King Of The Cage e Gladiator Challenge, e viene sconfitto solamente da Marvin Eastman nella gara per il titolo dei pesi mediomassimi KOTC.

### Pride Fighting Championships
Nel 2001 riceve la chiamata dalla prestigiosa promozione giapponese Pride, al tempo la più imponente al mondo per le categorie di peso più elevate, che lo presenta al pubblico come un atleta con uno stato sociale da senzatetto.
Nella sua prima gara affronta Kazushi Sakuraba, venendo sconfitto per sottomissione in poco più di 5 minuti, ma segnalandosi subito al pubblico nipponico come un valido lottatore.
Successivamente combatte un incontro per la promozione Battlarts contro Alexander Otsuka, vincendo per KO tecnico, e sempre nel 2001 ottiene anche la sua prima vittoria in Pride stendendo velocemente Yuki Ishikawa, compagno di allenamenti di Otsuka.
Il finale dell'anno è però amaro e Jackson perde contro Daijiro Matsui (che si presentò con un record personale di 3-8-2) per squalifica a causa di un colpo sferrato all'inguine dell'avversario.
Il 2002 è ben più positivo: supera infatti con un body slam l'esperto di K-1 Masaaki Satake e soprattutto sconfigge Ihor Vovčančyn, esperto lottatore che vantava più di 50 incontri come professionista e un record di imbattibilità di 37 incontri consecutivi tra il 1996 ed il 2000.
Lo stesso anno torna anche negli Stati Uniti per combattere e vincere un incontro nella KOTC, e in Giappone prende parte anche ad una doppia sfida di K-1 contro l'esperto kickboxer francese Cyril Abidi, riuscendo a vincere entrambi gli incontri.
È però il 2003 l'anno buono per il lottatore di Memphis, anno che si apre con l'importante vittoria per KO sull'ex campione dei pesi massimi UFC Kevin Randleman.
Nel successivo incontro finisce anche il russo Mikhail Ilyukhin e ottiene un posto come partecipante al torneo Pride 2003 Middleweight Grand Prix, dove si sarebbero confrontati tutti i migliori pesi mediomassimi Pride, che la federazione giapponese denominava pesi medi: con Jackson presero parte al torneo Murilo Bustamante, Chuck Liddell, Strikeforce, Dream e K-1 Alistair Overeem, Kazushi Sakuraba, il campione olimpico di judo Hidehiko Yoshida e il pro-wrestler Kiyoshi Tamura.
Nei quarti di finale del torneo Jackson superò Murilo Bustamante con una risicata vittoria ai punti.
Migliore fu la prestazione in semifinale, dove impose lo stop del giudice di gara per KO tecnico allo striker Chuck Liddell, il quale nel precedente incontro mise al tappeto Alistair Overeem.
La finale vide Rampage affrontare il campione dei pesi medi Pride in carica Wanderlei Silva, il quale vantava un record parziale in Pride di 14 vittorie e nessuna sconfitta: per il lottatore statunitense l'imbattibilità di Silva in Giappone rimase tale, in quanto fu Rampage a finire steso dalle ginocchiate del rivale brasiliano, che si riconfermò l'avversario da battere per chiunque nella sua categoria di peso: da quel momento nacque una grande rivalità tra Jackson e Silva che si porterà avanti negli anni.
Jackson si rifà della sconfitta subita battendo il wrestler Ikuhisa "Minowaman" Minowa.
Nel 2004 torna ai massimi livelli affrontando il quotato grappler Ricardo Arona: Rampage risolve un incontro non certo semplice con un powerbomb e che gli vale il rematch contro il campione Wanderlei Silva, questa volta con in palio il titolo dei pesi medi Pride.
Il tanto anticipato incontro per il titolo tra Jackson e Silva avvenne il 31 ottobre 2004 con l'evento Pride 28: High Octane: Jackson cercò di far valere la sua migliore lotta libera con vari tentativi di takedown, ma Silva riuscì spesso a divincolarsi e a piazzare le sue tremende ginocchiate, e risolse l'incontro ancora una volta a suo favore per KO nel secondo round, difendendo il titolo per la terza volta.
Nel 2005 Jackson fatica non poco ad avere la meglio su Murilo Rua, vincendo di poco ai punti, e nel primo incontro del torneo Pride 2005 Middleweight Grand Prix viene sconfitto dal più quotato fratello minore Maurício Rua, il quale si aggiudicherà poi il torneo e come Jackson avrà un gran futuro nella divisione dei pesi mediomassimi UFC.
Rampage chiude la sua avventura da protagonista in Pride con le vittorie sul wrestler Hirotaka Yokoi e sul judoka coreano Yoon Dong-Sik; successivamente la Pride Fighting Championships venne acquisita dalla Zuffa e cessò la propria attività.
Jackson nel 2006 prese parte ad un evento della promozione statunitense World Fighting Alliance, promozione con la quale firmò un contratto per più incontri, e dove con non poca fatica ebbe la meglio sulla medaglia d'argento olimpica di lotta greco-romana Matt Lindland.

### Ultimate Fighting Championship
Tra il 2006 ed il 2007 l'UFC terminò la propria acquisizione del mondo delle MMA con l'accorpamento anche della promozione World Fighting Alliance, accorpamento che di conseguenza le permise di mettere sotto contratto Quinton Jackson, il quale si presentava con un curriculum da diretto pretendente al titolo dei pesi mediomassimi, titolo saldamente nelle mani di quel Chuck Liddell che proprio Jackson sconfisse per KO in Giappone; inoltre Rampage fece sapere che in precedenza non fu mai interessato all'UFC in quanto la sua categoria di peso era dominata dall'amico Tito Ortiz, con il quale non voleva avere rivalità di alcun tipo.
Esordì in UFC il 3 febbraio 2007 contro quel Marvin Eastman che firmò la prima sconfitta in carriera per Jackson: il lottatore afroamericano ebbe la sua rivincita imponendosi per KO nella seconda ripresa.
Con un record personale di 26-6 Jackson ottenne già con il suo secondo incontro in UFC la possibilità di sfidare il campione in carica Chuck Liddell, veterano kickboxer della promozione in quanto era alla sua quinta difesa del titolo e cavalcava una serie di sette vittorie consecutive, l'ultima delle quali contro l'amico di Rampage Tito Ortiz; Liddell non ebbe la sua rivincita in quanto fu proprio il suo rivale Quinton Jackson a mettere fine al suo regno di campione UFC, grazie ad un KO nel primo round avvenuto con un gancio destro di risposta, tecnica quella del contrattacco molto più familiare per Liddell.
Rampage Jackson divenne così il nuovo campione dei pesi mediomassimi UFC.
Nel 2007, come prima difesa del titolo, dovette combattere per l'unificazione della sua cintura dei mediomassimi UFC con quella di campione dei pesi medi Pride che era nelle mani di Dan Henderson, uno dei più forti wrestler della storia delle MMA: la sfida ebbe luogo nel Regno Unito e Jackson ebbe la meglio ai punti, unificando i due titoli e divenendo campione indiscusso dei pesi mediomassimi ed indiscutibilmente l'allora più forte lottatore della categoria.
Verso fine anno Jackson venne scelto assieme al rivale Forrest Griffin come allenatore nella settima stagione del reality show The Ultimate Fighter, e nel 2008 arrivò la sfida tra i due per il titolo: questa volta Jackson perse il titolo in quanto Forrest Griffin con il suo stile aggressivo riuscì a convincere tutti e tre i giudici che gli assegnarono la vittoria ai punti con uno score di 46–48, 46–48 e 46–49; tale vittoria venne ricordata come un upset nella storia dell'UFC.
Nel dicembre dello stesso anno Jackson tornò a combattere per rimettersi velocemente sulla strada per il titolo, affrontando per la terza volta Wanderlei Silva, lottatore contro il quale aveva sempre perso: Jackson riuscì a prendersi la propria rivincita con un KO nel primo round che gli valse anche il premio Knockout of the Night; nella stessa sera il campione Forrest Griffin perse il titolo contro l'imbattuto Rashad Evans.
Vista l'importante vittoria su Silva l'UFC concesse a Jackson una sfida contro Keith Jardine che avrebbe determinato il successivo sfidante al campione in carica Rashad Evans: Rampage sconfisse il proprio avversario ai punti ed i due contendenti ottennero il premio Fight of the Night; successivamente Jackson s'infortunò e quindi venne scelto l'imbattuto Lyoto Machida come sfidante per il titolo dei pesi mediomassimi UFC, il quale mise KO il campione Rashad Evans e divenne il nuovo detentore del titolo.
Nel 2009 Rampage venne scelto per la seconda volta come allenatore di una stagione del reality show The Ultimate Fighter, questa volta la decima stagione The Ultimate Fighter: Heavyweights dove si vide opposto a Rashad Evans; i due avrebbero dovuto affrontarsi il 5 dicembre, ma un paio di mesi prima del match Jackson annunciò il proprio ritiro dalla promozione affermando di essere stato maltrattato dall'UFC, salvo poi ritirare il tutto in dicembre e nel maggio 2010 finalmente avvenne la sfida valida per un posto come contendente al titolo, che cambiò ancora padrone con la vittoria di Mauricio Rua su Lyoto Machida: Evans ebbe la meglio su Jackson sia nello striking sia nella lotta, ottenendo una vittoria per decisione unanime dei giudici di gara.
Lo stesso anno affrontò Lyoto Machida, uscito sconfitto per la prima volta in carriera per mano di Mauricio Rua: Jackson ottenne una delle più importanti vittorie della sua carriera convincendo due giudici su tre della sua prestazione, benché il match fu equilibrato.
Nel 2011 avrebbe dovuto affrontare Thiago Silva, ma a causa della squalifica di quest'ultimo Jackson ricevette il wrestler Matt Hamill come avversario, l'unico lottatore a vantare una vittoria sul nuovo campione di categoria Jon Jones: Jackson dominò l'incontro e ottenne così una chance titolata.
L'incontro per il titolo avvenne a Denver il 24 settembre 2011, e vide Jackson soccombere sotto la prevalenza del giovane campione Jon Jones, il quale fu il primo lottatore in UFC a sottomettere Rampage.
Dopo tale sconfitta Jackson tornò a combattere nel 2012 con l'evento UFC 144: Edgar vs. Henderson in Giappone, paese dove Rampage era molto celebre per i suoi trascorsi in Pride, affrontando un top 10 di categoria in Ryan Bader: Jackson venne sconfitto sonoramente ai punti, lasciando intravedere che era nella fase calante della sua decorata carriera di lottatore, e dopo tale sconfitta affermò di voler lasciare l'UFC subito o dopo un ultimo incontro.
Nel 2013 combatté un ulteriore match nell'UFC contro il brasiliano Glover Teixeira, perdendo ai punti con un punteggio di 30-27, 30-27 e 29-28: si trattò della terza sconfitta consecutiva per Rampage.

### Bellator e TNA
Nel giugno 2013 "Rampage" conferma di aver sottoscritto un contratto con la promozione di arti marziali miste Bellator e con quella di wrestling TNA, negando quindi le voci che lo davano vicino all'organizzazione singaporiana di MMA ONE FC.
In quei mesi si parlò di un suo possibile superfight contro il campione di pugilato Roy Jones Jr., ma alla fine venne annunciata la sfida contro Tito Ortiz, di ritorno da un ritiro della durata di un anno: l'incontro avrebbe dovuto essere il match principale dell'evento Bellator CVI, ovvero il primo pay per view nella storia della promozione, ma una frattura al collo subita da Ortiz causò l'annullamento dell'incontro e l'intero evento venne proposto su un canale televisivo non a pagamento.
Rampage venne spostato in un evento successivo per sfidare un altro ex UFC in Joey Beltran, vincendo per KO nel primo round.
Nel 2014 prende parte al torneo dei pesi mediomassimi della decima stagione, dove in semifinale sconfigge per KO Christian M'Pumbu ed in finale affronta l'ex detentore del titolo Strikeforce Muhammed "King Mo" Lawal nel main event di Bellator CXX, ovvero il primo pay per view nella storia della promozione: il match fu equilibrato ma alla fine fu Rampage a spuntarla e a vincere il torneo, ottenendo così la possibilità di sfidare il campione in carica Emanuel Newton; la sfida per la cintura però non si concretizzò mai in quanto proprio in quel periodo la Bellator cambiò la formula del proprio campionato, non proponendo più tornei e non garantendo ai vincitori degli ultimi Grand Prix la sfida per il titolo.

### Ritorno in UFC
Nel dicembre del 2014 venne annunciato il ritorno di Quinton "Rampage" Jackson nella divisione dei pesi mediomassimi dell'UFC. Come primo match doveva affrontare Fabio Maldonado per il 25 aprile del 2015, ma a causa di motivi contrattuali che legavano Jackson alla federazione Bellator, gli venne impedito di poter partecipare all'incontro. Il 21 aprile, però, il giudice della corte del New Jersey diede ragione a Jackson permettendogli così di competere all'evento UFC 186, per affrontare Fabio Maldonado in un match valido per la categoria catchweight con un limite di peso di 97,5 kg. Jackson vinse l'incontro per decisione unanime.

### Ritorno in Bellator
Dopo la sua vittoria al suo ritorno in UFC, Jackson decise di firmare un nuovo contratto con la Bellator MMA il 16 febbraio del 2016. A giugno affrontò il giapponese Satoshi Ishi nel main event della card Bellator 157, in un match valido per la categoria Catchweight con un limite massimo di peso di 102,06 kg. Quinton vinse l'incontro per decisione non unanime.
Il 31 marzo 2017 affronta di nuovo King Mo, ma stavolta viene sconfitto per decisione unanime.
Il 20 gennaio 2018 affronta l'ex UFC Chael Sonnen a Bellator 192 nel primo incontro del torneo a otto uomini indetto per incoronare il nuovo campione dei pesi massimi: Rampage esce sconfitto per decisione unanime. Torna alla vittoria il 29 settembre affrontando per la quarta volta in carriera il brasiliano Wanderlei Silva all'evento Bellator 206.

## Risultati nelle arti marziali miste
| Risultato | Record | Avversario        | Metodo                                      | Evento                                | Data              | Round | Tempo | Città                      | Note                                                                       |
| --------- | ------ | ----------------- | ------------------------------------------- | ------------------------------------- | ----------------- | ----- | ----- | -------------------------- | -------------------------------------------------------------------------- |
| Sconfitta | 38-14  | Fedor Emelianenko | KO (pugni)                                  | Bellaror & Rizin:Japan                | 29 dicembre 2019  | 1     | 2:44  | Saitama, Giappone          |                                                                            |
| Vittoria  | 38-13  | Wanderlei Silva   | KO tecnico (pugni)                          | Bellator 206                          | 29 settembre 2018 | 2     | 4:32  | San Jose, Stati Uniti      |                                                                            |
| Sconfitta | 37-13  | Chael Sonnen      | Decisione (unanime)                         | Bellator 192                          | 20 gennaio 2018   | 3     | 5:00  | Inglewood, Stati Uniti     | Quarti di finale del Bellator Heavyweight Grand Prix                       |
| Sconfitta | 37-12  | Muhammed Lawal    | Decisione (unanime)                         | Bellator 175                          | 31 marzo 2017     | 3     | 5:00  | Rosemond, Stati Uniti      |                                                                            |
| Vittoria  | 37-11  | Satoshi Ishi      | Decisione (non unanime)                     | Bellator 157                          | 24 giugno 2016    | 3     | 5:00  | St. Louis, Stati Uniti     | Incontro Catchweight 102,06 kg                                             |
| Vittoria  | 36-11  | Fabio Maldonado   | Decisione (unanime)                         | UFC 186: Johnson vs. Horiguchi        | 25 aprile 2015    | 3     | 5:00  | Montréal, Canada           | Incontro Catchweight 97,5 kg                                               |
| Vittoria  | 35-11  | Muhammed Lawal    | Decisione (unanime)                         | Bellator CXX                          | 17 maggio 2014    | 3     | 5:00  | Southaven, Stati Uniti     | Vince il torneo dei Pesi Mediomassimi Bellator X                           |
| Vittoria  | 34-11  | Christian M'Pumbu | KO (colpi)                                  | Bellator CX                           | 28 febbraio 2014  | 1     | 4:34  | Uncasville, Stati Uniti    | Torneo dei Pesi Mediomassimi Bellator X, Semifinale                        |
| Vittoria  | 33-11  | Joey Beltran      | KO (pugni)                                  | Bellator CVIII                        | 15 novembre 2013  | 1     | 4:59  | Atlantic City, Stati Uniti | Debutto in Bellator                                                        |
| Sconfitta | 32-11  | Glover Teixeira   | Decisione (unanime)                         | UFC on Fox: Johnson vs. Dodson        | 26 gennaio 2013   | 3     | 5:00  | Chicago, Stati Uniti       |                                                                            |
| Sconfitta | 32-10  | Ryan Bader        | Decisione (unanime)                         | UFC 144: Edgar vs. Henderson          | 26 febbraio 2012  | 3     | 5:00  | Saitama, Giappone          |                                                                            |
| Sconfitta | 32-9   | Jon Jones         | Sottomissione (rear naked choke)            | UFC 135: Jones vs. Rampage            | 24 settembre 2011 | 4     | 1:14  | Denver, Stati Uniti        | Per il titolo dei Pesi Mediomassimi UFC                                    |
| Vittoria  | 32-8   | Matt Hamill       | Decisione (unanime)                         | UFC 130: Rampage vs. Hamill           | 28 maggio 2011    | 3     | 5:00  | Las Vegas, Stati Uniti     | Eliminatoria per il titolo dei Pesi Mediomassimi UFC                       |
| Vittoria  | 31-8   | Lyoto Machida     | Decisione (non unanime)                     | UFC 123: Rampage vs. Machida          | 20 novembre 2010  | 3     | 5:00  | Auburn Hills, Stati Uniti  |                                                                            |
| Sconfitta | 30-8   | Rashad Evans      | Decisione (unanime)                         | UFC 114: Rampage vs. Evans            | 29 maggio 2010    | 3     | 5:00  | Las Vegas, Stati Uniti     |                                                                            |
| Vittoria  | 30–7   | Keith Jardine     | Decisione (unanime)                         | UFC 96: Jackson vs. Jardine           | 7 marzo 2009      | 3     | 5:00  | Columbus, Stati Uniti      |                                                                            |
| Vittoria  | 29–7   | Wanderlei Silva   | KO (pugno)                                  | UFC 92: The Ultimate 2008             | 27 dicembre 2008  | 1     | 3:21  | Las Vegas, Stati Uniti     |                                                                            |
| Sconfitta | 28–7   | Forrest Griffin   | Decisione (unanime)                         | UFC 86: Jackson vs. Griffin           | 5 luglio 2008     | 5     | 5:00  | Las Vegas, Stati Uniti     | Perde il titolo dei Pesi Mediomassimi UFC                                  |
| Vittoria  | 28–6   | Dan Henderson     | Decisione (unanime)                         | UFC 75: Champion vs. Champion         | 8 settembre 2007  | 5     | 5:00  | Londra, Regno Unito        | Unifica il titolo dei Pesi Mediomassimi UFC con quello dei pesi medi Pride |
| Vittoria  | 27–6   | Chuck Liddell     | KO (pugni)                                  | UFC 71: Liddell vs. Jackson           | 26 maggio 2007    | 1     | 1:53  | Las Vegas, Stati Uniti     | Vince il titolo dei Pesi Mediomassimi UFC                                  |
| Vittoria  | 26–6   | Marvin Eastman    | KO (pugni)                                  | UFC 67: All or Nothing                | 3 febbraio 2007   | 2     | 3:49  | Las Vegas, Stati Uniti     | Debutto in UFC                                                             |
| Vittoria  | 25–6   | Matt Lindland     | Decisione (non unanime)                     | WFA: King of the Streets              | 22 luglio 2006    | 3     | 5:00  | California, Stati Uniti    |                                                                            |
| Vittoria  | 24–6   | Dong Sik Yoon     | Decisione (unanime)                         | Pride 31: Unbreakable                 | 26 febbraio 2006  | 3     | 5:00  | Saitama, Giappone          |                                                                            |
| Vittoria  | 23–6   | Hirotaka Yokoi    | KO Tecnico (soccer kick e pestoni)          | Pride 30: Starting Over               | 23 ottobre 2005   | 1     | 4:05  | Saitama, Giappone          |                                                                            |
| Sconfitta | 22–6   | Mauricio Rua      | KO Tecnico (soccer kick)                    | Pride Total Elimination 2005          | 23 aprile 2005    | 1     | 4:47  | Osaka, Giappone            | Pride Middleweight Grand Prix, Primo turno                                 |
| Vittoria  | 22–5   | Murilo Rua        | Decisione (non unanime)                     | Pride 29: Fists of Fire               | 20 febbraio 2005  | 3     | 5:00  | Saitama, Giappone          |                                                                            |
| Sconfitta | 21–5   | Wanderlei Silva   | KO (ginocchiate)                            | Pride 28: High Octane                 | 31 ottobre 2004   | 2     | 3:26  | Saitama, Giappone          | Per il titolo dei Pesi Medi Pride                                          |
| Vittoria  | 21–4   | Ricardo Arona     | KO (powerbomb)                              | Pride Critical Countdown 2004         | 20 giugno 2004    | 1     | 7:32  | Saitama, Giappone          |                                                                            |
| Vittoria  | 20–4   | Ikuhisa Minowa    | KO Tecnico (ginocchiata)                    | Pride Shockwave 2003                  | 31 dicembre 2003  | 2     | 1:05  | Saitama, Giappone          |                                                                            |
| Sconfitta | 19–4   | Wanderlei Silva   | KO Tecnico (ginocchiate)                    | Pride Final Conflict 2003             | 9 novembre 2003   | 1     | 6:28  | Tokyo, Giappone            | Pride Middleweight Grand Prix, Finale                                      |
| Vittoria  | 19–3   | Chuck Liddell     | KO Tecnico (stop medico)                    | Pride Final Conflict 2003             | 9 novembre 2003   | 2     | 3:10  | Tokyo, Giappone            | Pride Middleweight Grand Prix, Semifinale                                  |
| Vittoria  | 18–3   | Murilo Bustamante | Decisione (non unanime)                     | Pride Total Elimination 2003          | 10 agosto 2003    | 3     | 5:00  | Saitama, Giappone          | Pride Middleweight Grand Prix, Quarti di finale                            |
| Vittoria  | 17–3   | Mikhail Ilyukhin  | KO Tecnico (sottomissione alle ginocchiate) | Pride 26: Bad to the Bone             | 8 giugno 2003     | 1     | 6:26  | Yokohama, Giappone         |                                                                            |
| Vittoria  | 16–3   | Kevin Randleman   | KO (pugni)                                  | Pride 25: Body Blow                   | 16 marzo 2003     | 1     | 6:58  | Yokohama, Giappone         |                                                                            |
| Vittoria  | 15–3   | Ihor Vovčančyn    | KO Tecnico (infortunio)                     | Pride 22: Beasts From The East 2      | 29 settembre 2002 | 1     | 7:17  | Nagoya, Giappone           |                                                                            |
| Vittoria  | 14–3   | Sean Gray         | KO Tecnico (pugni)                          | King of the Cage 13: Revolution       | 17 maggio 2002    | 3     | 0:37  | Reno, Stati Uniti          |                                                                            |
| Vittoria  | 13–3   | Masaaki Satake    | KO Tecnico (proiezione)                     | Pride 20: Armed and Ready             | 28 aprile 2002    | 1     | 7:07  | Yokohama, Giappone         |                                                                            |
| Sconfitta | 12–3   | Daijiro Matsui    | Squalifica (ginocchiata all'inguine)        | Pride 18: Cold Fury 2                 | 23 dicembre 2001  | 1     | 0:14  | Fukuoka, Giappone          |                                                                            |
| Vittoria  | 12–2   | Yuki Ishikawa     | KO (pugni)                                  | Pride 17: Championship Chaos          | 3 novembre 2001   | 1     | 1:52  | Tokyo, Giappone            |                                                                            |
| Vittoria  | 11–2   | Alexander Otsuka  | KO Tecnico (stop medico)                    | BattlArts: BattlArts vs. the World    | 14 ottobre 2001   | 2     | 5:00  | Tokyo, Giappone            |                                                                            |
| Sconfitta | 10–2   | Kazushi Sakuraba  | Sottomissione (rear naked choke)            | Pride 15: Raging Rumble               | 29 luglio 2001    | 1     | 5:41  | Saitama, Giappone          | Debutto in Pride                                                           |
| Vittoria  | 10–1   | Kenneth Williams  | Sottomissione (rear naked choke)            | Gladiator Challenge 4                 | 17 giugno 2001    | 1     | 4:40  | California, Stati Uniti    |                                                                            |
| Vittoria  | 9–1    | Bryson Howvreck   | KO Tecnico (sottomissione ai pugni)         | KOTC 8: Bombs Away                    | 29 aprile 2001    | 1     | 1:48  | California, Stati Uniti    |                                                                            |
| Vittoria  | 8–1    | Rocko Henderson   | Sottomissione (kimura)                      | Gladiator Challenge 3                 | 7 aprile 2001     | 2     | 1:15  | California, Stati Uniti    |                                                                            |
| Vittoria  | 7–1    | Dave Taylor       | KO Tecnico (stop medico)                    | Gladiator Challenge 2                 | 18 febbraio 2001  | 1     | 5:00  | California, Stati Uniti    |                                                                            |
| Vittoria  | 6–1    | Charlie West      | Decisione (unanime)                         | Gladiator Challenge 1                 | 9 dicembre 2000   | 2     | 5:00  | California, Stati Uniti    |                                                                            |
| Vittoria  | 5–1    | Rob Smith         | Decisione (unanime)                         | KOTC 6: Road Warriors                 | 29 novembre 2000  | 2     | 5:00  | Michigan, Stati Uniti      |                                                                            |
| Vittoria  | 4–1    | Warren Owsley     | Sottomissione (armbar)                      | Dangerzone – Night of the Beast       | 28 ottobre 2000   | 1     | 6:04  | Virginia, Stati Uniti      |                                                                            |
| Vittoria  | 3–1    | Ron Rumpf         | KO Tecnico (pugni)                          | Continental Freefighting Alliance 2   | 19 luglio 2000    | 1     | 1:18  | Stati Uniti                |                                                                            |
| Sconfitta | 2–1    | Marvin Eastman    | Decisione (unanime)                         | KOTC 4: Gladiators                    | 24 giugno 2000    | 2     | 5:00  | San Jacinto, Stati Uniti   | Per il titolo dei Pesi Mediomassimi KOTC                                   |
| Vittoria  | 2–0    | Marco Bermudaz    | Sottomissione (rear naked choke)            | Huntington Beach Underground Pancrase | 13 maggio 2000    | 2     | 7:17  | California, Stati Uniti    |                                                                            |
| Vittoria  | 1–0    | Mike Pyle         | Decisione (unanime)                         | ISCF – Memphis                        | 13 novembre 1999  | -     | -     | Tennessee, Stati Uniti     |                                                                            |

## Nel wrestling

### Mosse finali e caratteristiche
- Kimura Lock
- Rear Naked Choke
- Armbar
- Overhead Belly To Belly suplex
- Sleeper Hold
- Fron Facelock
- Powerbomb - A volte seguita da dei pugni al volto
- Soccer Kick
- Knee Lift - Consecutivi all'addome o al volto
- Back Body Drop - Con l'avversario in spalla
- Body Slam
- Roundhouse Kick

## Filmografia
- Confessions of a Pit Fighter, regia di Art Camacho (2005)
- Bad Guys, regia di Rick Jacobson (2008)
- Prossima fermata: l'inferno (The Midnight Meat Train), regia di Ryūhei Kitamura (2008)
- Miss Marzo, regia di Zach Cregger e Trevor Moore (2009)
- Never Surrender, regia di Hector Echavarria (2009)
- Hell's Chain, regia di Hector Echavarria (2009)
- Death Warrior, regia di Bill Corcoran (2009)
- A-Team (The A-Team), regia di Joe Carnahan (2010)
- Fire with Fire, regia di David Barrett (2012)